# كينيث نكوسي
كينيث نكوسي (بالإنجليزية: Kenneth Nkosi)‏ (مواليد 19 يونيو 1973) هُو مُمثل وكوميدي جنوب أفريقي. في 2005، أدى شخصية «آب» في فيلم تسوتسي. شارك بعدها في أفلام «الزفاف الأبيض» سنة 2009 وفيلم «أوتيلو بورنينغ» سنة 2011، وفيلم «أصدقاء مجنونون» سنة 2012 وفيلم «خمسة أصابع من أجل مارسيليا» سنة 2017. في يوليو 2020، شارك في فيلم قصير بعُنوان «الجنة توقفت» والذي كان من إخراج رابولانا سيفيمو. كما شارك في نفس السنة في مُسلسل «الملكة»، حيث أدى دور «جاروس».

## أفلامه
- فيلم «ماكس ومونا» (بالإنجليزية: Max and Mona)‏ سنة 2004.
- فيلم «تسوتسي» (بالإنجليزية: Tsotsi)‏ سنة 2005.
- فيلم «جنة العصابات: القدس» (بالإنجليزية: Gangster's Paradise: Jerusalema)‏ سنة 2008.
- فيلم «الزفاف الأبيض» (بالإنجليزية: White Wedding)‏ سنة 2009.
- فيلم «المقاطعة 9» (بالإنجليزية: District 9)‏ سنة 2009.
- فيلم «أوتيلو بورنينغ» (بالإنجليزية: Otelo Burning)‏ سنة 2011.
- فيلم «سكيم» (بالإنجليزية: Skeem)‏ سنة 2011.
- فيلم «أصدقاء مجنونون» (بالإنجليزية: Mad Buddies)‏ سنة 2012.
- فيلم «لا شيء للمهالا» (بالإنجليزية: Nothing for Mahala)‏ سنة 2013.
- فيلم «خمسة أصابع من أجل مارسيليا» (بالإنجليزية: Five Fingers for Marseilles)‏ سنة 2017.
- فيلم «الجنة توقفت» (بالإنجليزية: Paradise Stop)‏ سنة 2020.

## روابط خارجية
كينيث نكوسي على موقع IMDb (الإنجليزية)
- كينيث نكوسي على موقع قاعدة بيانات الفيلم (الإنجليزية)